# Le Monde merveilleux de Hulk Hogan
Le Monde merveilleux de Hulk Hogan, ou Hogan a raison au Québec (Hogan Knows Best) est une émission de téléréalité américaine en 43 épisodes de 22 minutes réalisée par Scott Bennett, et diffusée entre le 10 juillet 2005 et le 21 octobre 2007 sur VH1.
Au Québec, l'émission est diffusée à partir du 2 janvier 2006 à MusiquePlus.
Cette émission a été suivie par une émission dérivée, Le Monde merveilleux de Brooke Hogan (Brooke Knows Best) (2008–2009), centrée sur la vie de Brooke Hogan, fille aînée de Hulk Hogan.

## Synopsis
Elle met en scène le catcheur Hulk Hogan et sa famille.

## Distribution
- Hulk Hogan
- Linda Hogan
- Brooke Hogan
- Nick Hogan (en)
- Paul Wight